# Quei due (film 1935)
Quei due è un film del 1935 diretto da Gennaro Righelli.
La pellicola prende spunto dalla commedia in atto unico Sik-Sik, l'artefice magico.

## Trama
Il professor Sik-Sik e il suo aiutante Giacomino cercano di sbarcare il lunario con piccoli lavoretti nei teatrini di provincia ma a volte anche come uomini di fatica. Nel loro girovagare fanno la conoscenza della giovane Lily e la coinvolgono nei loro numeri teatrali con scarso successo.
Entrambi sono segretamente innamorati della ragazza e non hanno il coraggio di lasciarla andare, così si ritrovano a vivere assieme dividendo il poco cibo che riescono a racimolare.
Purtroppo arriva Mario, un giovane violinista che dichiara subito il suo amore alla ragazza. Dopo alcuni battibecchi e litigi, il professore e Giacomino si rendono conto dell'amore sincero che lega i due giovani e li lasciano liberi di sposarsi.